# Washim (Distrikt)
Der Distrikt Washim (Marathi: वाशिम जिल्हा) ist einer von 35 Distrikten des Staates Maharashtra in Indien.
Die Stadt Washim ist Verwaltungssitz des Distrikts, der zur Division Amravati und zur Großregion Vidarbha zählt. Die letzte Volkszählung im Jahr 2011 ergab eine Gesamtbevölkerungszahl von 1.197.160 Menschen.

## Bevölkerung
Die städtische Bevölkerung macht nur 17,66 Prozent der gesamten Bevölkerung aus. Eine klar überwiegende Mehrheit der Bevölkerung sind Hindus. Die Buddhisten und Muslime sind bedeutende Minderheiten. Im Jahr 2001 waren von 1.020.216 Einwohnern 746.841 Hindus (73,20 Prozent), 150.580 Buddhisten (14,76 Prozent) und 111.863 Muslime (10,96 Prozent).

### Bedeutende Orte
Einwohnerstärkste Ortschaft des Distrikts ist der Hauptort Washim. Weitere bedeutende Städte mit einer Einwohnerschaft von mehr als 25.000 Menschen sind Karanja (Karanja Lad), Risod und Mangrulpir.